# HD 1
HD 1 és una estrella KO a 1.289,2 anys llum de distància a la constel·lació de Cefeu.